# Varna Palæet
'Varna Palæet er en restaurant i udkanten af Marselisborg Skov syd for Aarhus centrum. Den er er opført 1908-1909 og blev indviet i forbindelse med Landsudstillingen i Aarhus i 1909. Bygningen er tegnet af arkitekten Eggert Achen (1853-1913) der efter sigende skulle have brugt Aarhus byvåben som inspiration/oplæg.
Arkitekturen var ved opførelsen stærkt omdiskuteret, og man frygtede at bygningen ville skæmme skoven. Udseendet blev i byrådet karakteriseret som nærmest en mellemting mellem kinesisk pagode og dansk dampskibspakhusstil , og i Aarhuus Stiftstidende blev projektet præsenteret med overskriften:Kirkegaard eller Sindssygeanstalt i Marselisborg Skov, og arkitekten blev tvunget til at gennemføre nogle ændringer før projektet blev godkendt. Der var ingen kritik efter at bygningen var opført.
Der var dengang turistrutebåde der sejlede ned langs skoven, og der var i forvejen en anløbsbro på stedet, så mange gæster kom fra søsiden.
Varna Palæet er opkaldt efter den bulgarske by og fæstning Varna ved Sortehavet. Det skyldes at en tidligere ejer af Marselisborg gods, baron Christian C. N. Gersdorff, havde deltaget i russisk krigstjeneste ved Sortehavskysten og derfor (i begyndelsen af 1800-tallet) opkaldt vandmøllen på stedet derefter.
Varna blev i 1970 overtaget af de aarhusianske Odd Fellow-loger, der efter en større ombygning siden har brugt 1. salen til ordensformål, medens restaurationen er bortforpagtet. Palæet er i dag således hjemsted for 8 Odd Fellow loger, 2 Odd Fellow lejre, samt PM Canton og Ungdomsforeningen Fremtiden. Palæet er senere officielt omdøbt til: Odd Fellow Palæet Varna, Aarhus. Restauranten er i dag, efter en gennemgribende renovering i foråret 2010 forpagtet til Palle Enevoldsen og Patrick Alexander Eriksen der i dag driver restaurant Varna.